# Обершарфюрер

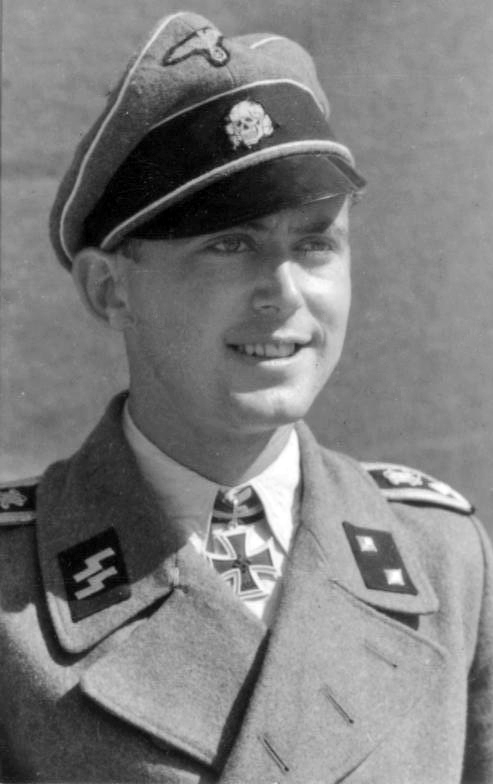
CC-Обершарфю́рер Курт Заметрайбер

Обершарфю́рер (нім. SS-Oberscharführer) — військове звання СС (нім. Schutzstaffel) та СА (нім. Sturmabteilung), яке існувало з 1932 по 1945. Відповідало званню фельдфебель у Вермахті.
Спочатку звання в СС були ідентичні званням СА і звання обершарфюрер було введено в СС одночасно з СА та було рівне званню в СА. Проте після Ночі довгих ножів це співвідношення було змінене. Система звань СС була реорганізована і було введено декілька нових звань, що не мали аналогів в СА.
Звання обершарфюрер СС «піднялося» і стало рівне званню труппфюрер СА. Петлиця для есесівського звання була змінена, і на ній стали дві сріблясті зірочки, на відміну від однієї зірочки із срібною смугою, як в СА.
У СА обершарфюрери були зазвичай командирами допоміжних взводів, в яких посада командира відносилася до штатної категорії унтер-офіцерів. Після 1938 року, коли СС стали використовувати сіру польову уніформу, обершарфюрери СС носили погони фельдфебелів вермахту.
Знаки розрізнення CC Обершарфюрера Ваффен-СС

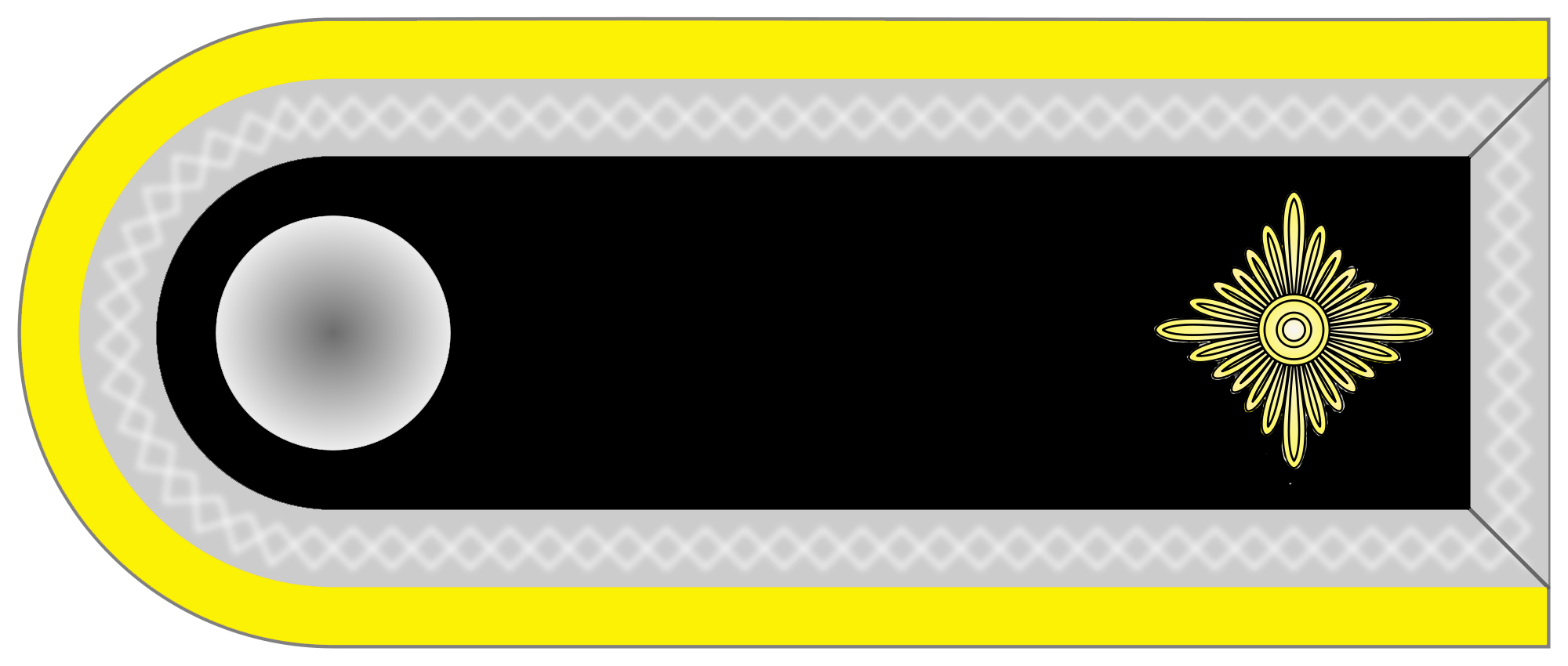
Погон
Петлиця обершарфюрера СС з 1934 до 1940
Петлиця
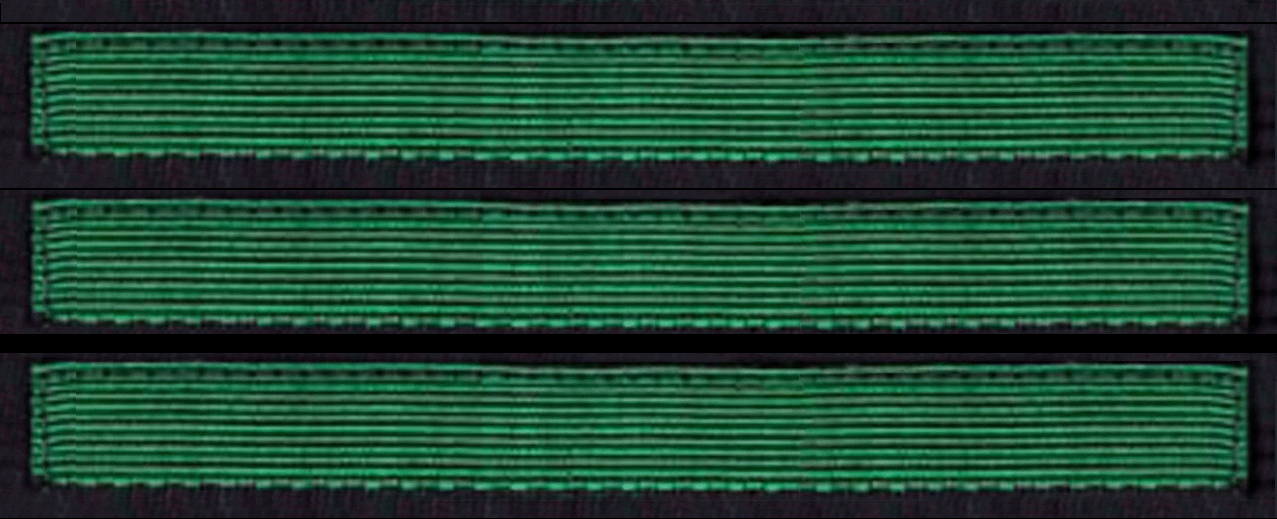
Маскувальний костюм
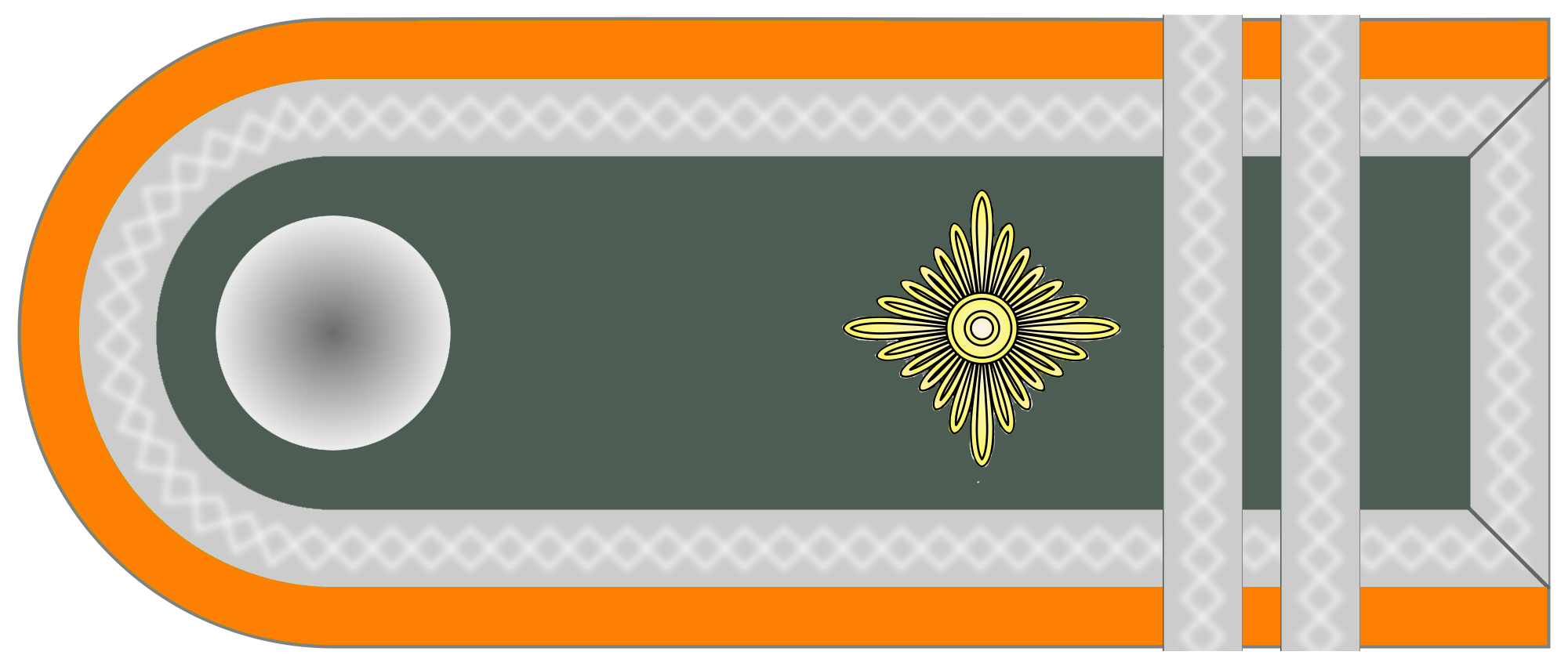
CC-Штандартенюнкер